# (191) Kolga
(191) Kolga es un asteroide que forma parte del cinturón de asteroides y fue descubierto por Christian Heinrich Friedrich Peters el 30 de septiembre de 1878 desde el observatorio Litchfield de Clinton, Estados Unidos.
Está nombrado por Kolga, una diosa de la mitología nórdica.

## Características orbitales
Kolga orbita a una distancia media del Sol de 2,894 ua, pudiendo acercarse hasta 2,63 ua. Tiene una excentricidad de 0,09132 y una inclinación orbital de 11,51°. Emplea 1798 días en completar una órbita alrededor del Sol.